# Haloguignardia
Haloguignardia — рід грибів. Назва вперше опублікована 1956 року.

## Класифікація
Згідно з базою MycoBank до роду Haloguignardia відносять 6 офіційно визнаних видів:
- Haloguignardia cystoseirae
- Haloguignardia decidua
- Haloguignardia irritans
- Haloguignardia longispora
- Haloguignardia oceanica
- Haloguignardia tumefaciens